# Eupithecia dolosa
Eupithecia dolosa là một loài bướm đêm trong họ Geometridae.